# 三田寺理紗
三田寺 理紗（みたでら りさ、1992年1月31日 - ）は、日本の女性タレント。ハイパーウルトラハイブリッドユニット「しーくいーん」の元メンバー。所属事務所はホリプロを経て、2022年からはフリーランス。千葉県出身。

## 略歴
2010年3月より、演劇ガールズユニット「Girl〈s〉ACTRY」のメンバーとして活動を開始。同年4月から『IJP イジュウインパーク』（TOKYO MX）にレギュラー出演。番組内でのキャッチフレーズは「おっとりお嬢ちゃん」であった。
2014年9月より、カプコンが運営するモンスターハンターのファン向けのサイト「モンハン部」のマネージャーに就任。世界睡眠会議の睡眠研究部の一員に。
2016年5月より『アッコにおまかせ!』にアシスタントとして隔週で出演。
2016年7月8日から8月28日にかけて、bayfm78の「bayfm78 SUMMER CAMPAIGN 2016」の夜のレポーター(月曜・木曜)、2017年4月より「KEIYOGINKO POWER COUNTDOWN REAL」のレポーター、2018年7月8日から8月19日にかけて「bayfm78 SUMMER CAMPAIGN 2018」のレポーターを担当した。
下北沢カレーフェスティバルでミスカレー2017に選ばれる。
2018年5月より『トコトン掘り下げ隊!生き物にサンキュー!!』（TBS系列）に保護にゃんハウスのメンバーとして出演。同年10月12日、しーくいーんとして千葉市動物公園のPR大使「特任広報宣伝部長」に就任。
2019年9月にYouTubeチャンネル『みたでらげーむ』を開設。主にゲーム配信を中心に活動している。
2022年8月、しーくいーんを解散し、ホリプロを退所。
2025年3月、Twitchチャンネル『みたでらげーむ』を開設。

## 作品

### イメージDVD
- りさ、ちゅー射しちゃうぞ☆（2012年8月25日、マックス）
- Natural/三田寺理紗（2014年4月25日、スパイスビジュアル）

### 写真集
- TRAINING GIRLS（2021年4月28日、玄光社）

## 出演

### テレビ
- IJP イジュウインパーク（2010年4月9日 - 2011年3月25日、TOKYO MX）
- G.A.T〜ガールズアクトリータイム（2010年、TOKYO MX）
- G.A.days〜ジー・エー・デイズ〜（2010年、TOKYO MX）
- UMU全国アイドルお取り寄せ展（2010年、TOKYO MX）
- 女神降臨（2011年9月4日、MONDO TV）[9]
- 伊集院光のばらえてぃーばんぐみ（2012年7月 - 9月）
- ゴッドタン（テレビ東京）
  - キモンスター美女絶叫（2014年8月17日）
  - 第3回 ネタギリッシュNIGHT（2018年2月17日） - 審査員
  - 過去最悪！爆笑！芝居ヤバい芸人（2018年6月2日）
- 伊集院光のてれび（2015年10月2日 - 12月25日、TwellV）
- キンパチ〜金曜8時はボイメンと!〜（2016年5月20日 - 9月23日、TOKYO MX） - ナレーション
- 韓♡ChuおでかK!（2016年12月6日 - 、ホームドラマチャンネル） - ナレーション
- トコトン掘り下げ隊!生き物にサンキュー!!（2018年5月9日 - 9月19日、TBS） - 保護にゃんハウスのメンバーとして出演
- 水曜日のダウンタウン（2018年8月22日、TBS） - 不思議ちゃんオーディションにてカッパキャラで出演
- 最旬！トレンドサーチ（2020年12月5日 - 、BS-TBS）
- アッコにおまかせ!（2016年5月22日 - 2022年8月28日、TBS） - アシスタント

### ラジオ
- モンハンラジオ モンスターハンタークロスステーション（モンスターハンターシリーズ公式サイト・ポッドキャスト・音泉）[10]
- モンハンラジオ モンハン部放送局 3rd（モンスターハンターシリーズ公式サイト・ポッドキャスト・音泉）[11]
- ON8+1（bayfm）
  - （2016年7月8日 - 8月28日） - 夜のサマーキャンペーンレポーターを担当（月曜・木曜）
  - （2016年12月5日 - 16日） - 冬のキャンペーンレポーターを担当
- The BAY☆LINE（2018年7月23日・25日・8月13日・15日、bayfm） - サマーキャンペーンレポーターを担当
- Bayfm It!（2018年7月24日・26日・8月16日、bayfm） - サマーキャンペーンレポーターを担当
- SKY GATE KISS & SMILE（2018年7月27日・8月17日、bayfm） - サマーキャンペーンレポーターを担当
- MOZAIKU NIGHT（2018年10月15日、bayfm）
- KEIYOGINKO POWER COUNTDOWN REAL（2017年4月1日 - 2024年3月30日、bayfm）[12] - レポーター担当

### ネット配信
- Nikon：宇宙編「ぼくのヴィーナス」
- もし相方がいなくなったら～タカオアトシ～（2016年12月6日、AbemaTV）
- 全国のライダーと対戦！オトモンアリーナ スペシャル生放送！（2016年12月9日、ニコニコ生放送）[13]
- ホリプロ イチオシ（2017年1月10日・24日・2月7日・3月7日・21日、生テレ）
- 三田寺理紗のひとりでできるもん（2017年1月19日・20日・21日・31日・2月2日・3日・3月7日、生テレ）
- ちょいカプTV！（2017年2月22日・3月29日、カプコンTV）
- 生放送！『モンスターハンターダブルクロス』発売日記念特番！（2017年3月18日、カプコンTV）
- モデルプレスナイト（2017年8月 - 2019年11月、ひかりTV×KawaiianTV） - 不定期出演
- モヤモヤさまぁ～ず２（配信オリジナル）ムチムチさまぁ～ず３（2017年8月20日・9月3日、YouTube）
- カプコンTV！×モンハン部合同企画『モンスターハンター：ワールド』朝まで生放送！（2018年2月2日、カプコンTV）
- スピードワゴンの月曜The NIGHT（2018年10月23日・2019年2月5日[14]、AbemaTV） - 第2回・第3回女性準レギュラー選手権準優勝
- 「最近話題のHTML5ゲームやってみた」powered by G123.jp（2019年7月5日・8月9日、ニコニコ生放送）
- チャリチャン＠チャリロト拡大版！KEIRIN GPシリーズ（2020年12月28日、ニコニコ生放送）

### 舞台
- アリスインプロジェクト「Alice in Chrono Paradox[15]」（2011年5月3日 - 8日、池袋・シアターグリーンBOXinBOXシアター） - 光組 七里玲 役
- 女神座ATHENA 1st IMPACT「冬椿[16]」（2011年12月6日 - 8日、高田馬場ラビネスト） - 久太郎 役
- 女神座ATHENA 2nd IMPACT「ぱぢゃまdeおじゃま?〜香洲女子寮物語〜[17]」（2012年4月28日 - 30日、高田馬場ラビネスト） - 二条院栗亜 役
- メディアゲートプロデュース「真夏の夜の夢 -飛んで腐に入る夏の虫-[18]」（2012年7月5日 - 8日、池袋・シアターグリーンBOX in BOX THEATER）
- 企画演劇集団ボクラ団義再演プロジェクトvol.1「ワラワレ」（2012年9月12日 - 17日、新宿シアターモリエール）
- 劇団BOOGIE★WOOGIE第29回公演「ノンストップライアーズ」（2012年10月11日 - 14日、東京芸術劇場 シアターウエスト）
- 劇団コム「スウィートリベンジ」（2012年10月27日・28日、STUDIO Dee）
- 天才劇団バカバッカvol.9公演「トラベラー」（2012年12月5日 - 9日、池袋・シアターグリーンBIG TREE THEATER）
- K.B.S.Project「宙-ing」（2013年1月18日 - 27日、高田馬場ラビネスト）
- 企画演劇集団ボクラ団義「遠慮がちな殺人鬼」（2013年4月3日 - 8日、池袋・シアターKASSAI）[19]
- アリスインプロジェクト×はちみつシアター「チェンジング☆ホテル[20]」（2013年5月1日 - 6日、池袋・シアターKASSAI） - 藤崎恵利 役
- 企画演劇集団ボクラ団義「OVER SMILE」（2013年9月27日 - 30日、池袋・シアターグリーンBIG TREE THEATER）
- 女神座ATHENA 3rd IMPACT「ルクリアクリア[21]」（2013年12月21日 - 23日、高田馬場ラビネスト）
- アリスインプロジェクト「RIN-RIN-RIN〜ヒーローはいつも君のそばにいる〜[22]」（2014年2月26日 - 3月2日、池袋・シアターKASSAI） - 浜崎真理子 役
- タンバリンプロデューサーズ公演「舞台 新耳袋3〜喫茶店奏鳴曲(カフェ・ソナタ)〜」（2014年4月2日 - 6日、中野ザ・ポケット） - 坪井明菜 役
- SAMELINE-PROJECT「楽屋」（2014年5月24日 - 31日、秋葉原アトリエ「ACT&B」） - サファイア・女優D キー子 役
- 企画演劇集団ボクラ団義「耳があるなら蒼に聞け〜龍馬と十四人の志士〜」（2014年6月25日 - 7月6日、中野ザ・ポケット） - 貞 役
- ENG第二回公演「THRee'S（スリーズ）」（2014年9月10日 - 15日、笹塚ファクトリー） - 雪梅(シュウメイ) 役
- 怪傑パンダース第8回本公演「キミに逢いたくて」（2014年10月8日 - 13日、新宿村LIVE） - あかり 役
- 企画演劇集団ボクラ団義「シカク」（2014年12月18日 - 28日、新宿・サンモールスタジオ） - 吉村愛佳 役
- 劇団BOOGIEWOOGIE「『超』楽屋」（2015年2月11日 - 15日・21日 - 3月1日、キーノートシアター） - 女優D キー子 役
- SANETTY Produce「ロストマンブルース」（2015年5月26日 - 31日、笹塚ファクトリー） - 晴海 役
- 企画演劇集団ボクラ団義「HANDS UP 2022」（2022年3月19日 - 27日、CBGKシブゲキ!!） - Daily Guest

### PV
- bonobos「三月のプリズム」（2014年）

### ライブ
- 第2回 ヤンヤン歌うステージ（2011年4月24日、StudioCube326）

### イベント
- サマーパーティー♥ホリプロ50周年記念!!及びBS-TBS開局10周年記念アイドル50人大集合!!（2010年8月24日、赤坂BLITZ）
- U.M.U AWARD 2010〜全国アイドルお取り寄せ展〜（2010年12月26日・27日、天王洲 銀河劇場）
- ご当地アイドルNO.1決定戦「U.M.U AWARD 2013」〜全国発信! 「1/47アイドル特区」宣言!!〜（2013年12月13日、原宿クエストホール）
- Silent Night ホーリー Night 〜聖こない夜〜（2015年12月22日、スクエア荏原ひらつかホール）
- モンスターハンターフェスタ'16
  - 大阪大会（2016年1月31日、インテックス大阪）
  - 福岡大会（2016年2月7日、西日本総合展示場）
  - 名古屋大会（2016年2月11日、ポートメッセなごや）
- 『モンスターハンター ストーリーズ』“ライダーの集い モンハン部プレミアム体験会”（2016年8月10日）[23]
- bayfmサマーキャンペーン2016 FINAL STAGE（2016年8月28日、そごう柏店 正面入口外特設ステージ）[24]
- 第23回全国納豆鑑評会/第7回世界納豆まぜまぜ・のびのび選手権（2018年2月23日、ホテル天坊）[25]
- eQリーグ1stシーズンDay1（2019年1月14日、神田明神ホール）
- bayfmサマーキャンペーン2019（2019年8月12日、道の駅保田小学校）[26]
- モンスターハンターフェスタ'19-'20 東京大会（2019年11月24日、幕張メッセ）[27]
- bayfm 30th anniversary bay with you SPECIAL MEETING（2019年12月8日、PIER-01 みなと店）

### DVD
- 2ちゃんねるの呪い7「子守唄」（2011年、ジョリー・ロジャー） - 秀美 役
- 伊集院光のばらえてぃー（ポニーキャニオン）
  - だるまさんが動いたらみんなバラバラの巻（2012年2月24日発売）
  - ラジオの魅力に迫りまSHOW!〜投稿しNIGHT〜の巻（2012年4月27日発売）
  - 裸・裸・裸フィッシングの巻（2012年5月25日発売）
  - ノンアルコールドミノ毒入りの巻（2012年6月29日発売）
  - 体内時計でぴったんこの巻（2012年7月27日発売）
- 伊集院光のばらえてぃーぷらす（ポニーキャニオン）
  - 本当は怖い話だった話の巻（2013年1月25日発売）
  - ランナーズハイでわっはっはの巻（2013年2月20日発売）
  - おぼえておぼえて6ヶ月の巻（2013年3月20日発売）
- 伊集院光のてれび 完全版（ポニーキャニオン）
  - 真剣じゃんけんカワイコちゃん編（2016年4月20日発売）
  - VRDK(ピュア編) 第1回ありそうでない店名チキンレース！（2016年5月18日発売）
  - 〜仲良しメンバーと厳選食材でカレーを作ろう!/VRDK(バカ編)〜（2016年6月15日発売）